# Hillenbach (Wüstung)

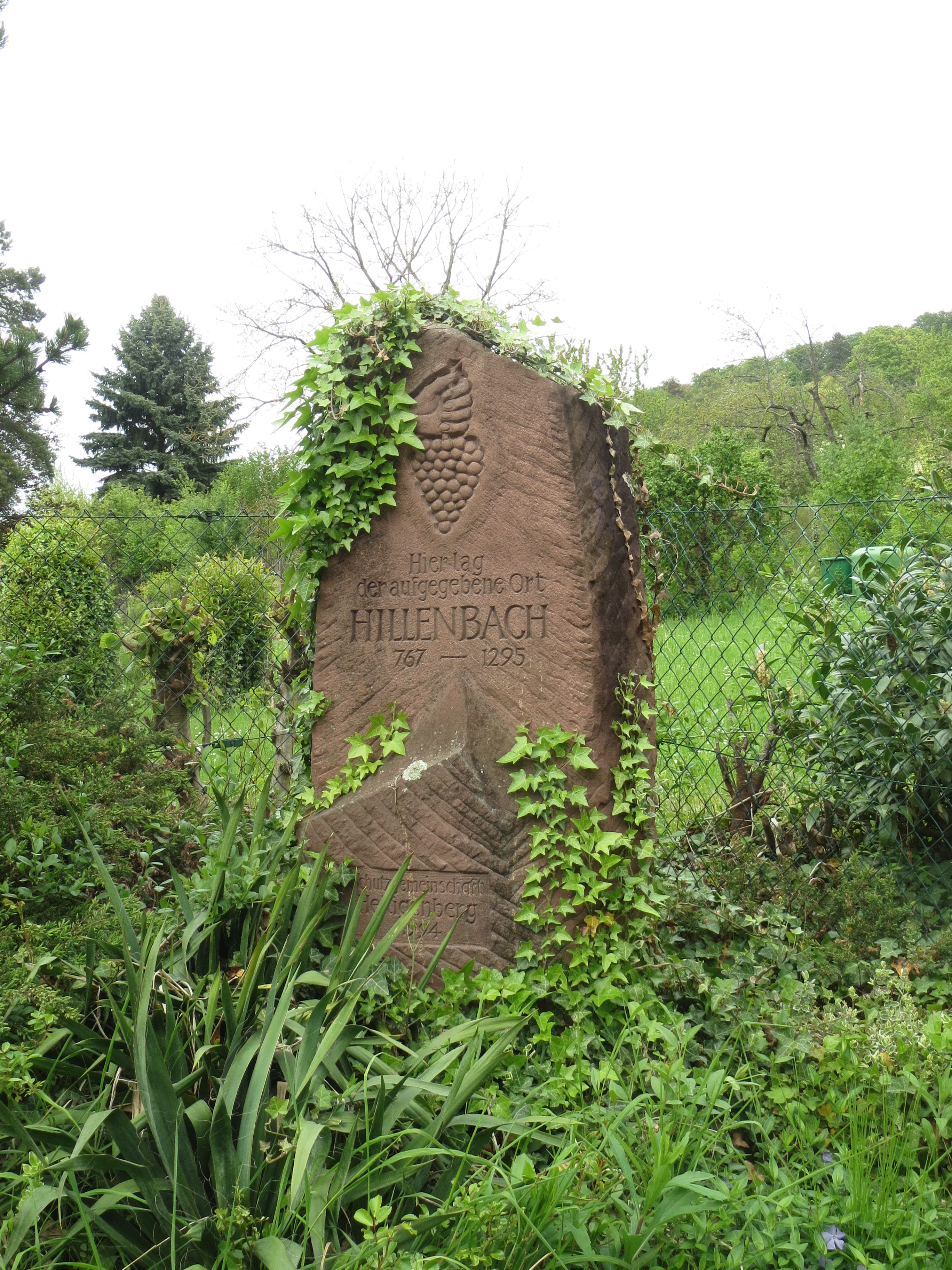
Gedenkstein für den abgegangenen Ort

Hillenbach, auch Höllenbach oder früher Hillinbach genannt, ist eine Wüstung und war im Frühmittelalter ein Dorf zwischen Handschuhsheim und Dossenheim im heutigen Baden-Württemberg.

## Lage
Die Wüstung lag zwischen den genannten Orten an der Badischen Bergstraße am Südwestrand des Odenwaldes nördlich von Heidelberg. Der Ort befand sich vermutlich im Bereich des Höllenbachs, auch Hellenbächl und Hellenbach genannt, einem rechten Zufluss des (Handschuhsheimer) Mühlbachs. Das Dorf lag nur wenige Meter westlich des heutigen Schützenhauses unterhalb des heutigen Naturdenkmals Auerstein im beginnenden Ur-Neckar Niederungsbereiches, östlich geht das Gelände in die Ausläufer des Odenwald über und steigt steil zum Hohen Nistler auf 496 m über NHN an.

## Geschichte
Der Ort wird über die Schenkungsurkunden an das Kloster Lorsch, wie sie im Lorscher Codex verzeichnet sind, greifbar. 767, im 15. Regierungsjahr des fränkischen Königs Pippin III., wird der Ort erstmals erwähnt, als ein Nortwin der Lorscher Klosterabtei einen Morgen Land im pago labodoninse (Lobdengau) in Hillenbach schenkt. 768 schenkt ein Alftrud den Lorscher Mönchen für ihre Tätigkeit zu Ehren des Heiligen Nazarius seinen Anteil am Weinberg in Hillenbach. Hier wird auch der damalige Name der Weschnitz überliefert: Wisscoz. Beglaubigt wurde die Schenkungsurkunden meist von den Mönchen selbst. Zwei Jahre später im zweiten Regierungsjahr Karls des Großen übergibt eine Herchenona dem Kloster ihre sämtlichen Ländereien in dem nun Hillinbach genannten Ort: Hofreiten, Äcker, Felder, Wälder, Weinberge, Wasserstellen und Wasserläufe, sowie ihre Eigenleute. Hier hat ein urkundlich belegter Gaugraf Cancro selbst unterzeichnet, da umfangreiche Besitztümer an das Kloster übergingen.
771 erfolgt nochmals eine große Schenkung durch Waltger und Gattin Ruotsuind über Hofreiten, Felder und Äcker, Weingüter, Wiesen, Weiden, Wege, Wälder, Wohnhäuser, Wirtschaftsgebäuden, über stehende und fließende Gewässer, Bau- und Brachland sowie den dazugehörigen Leibeigenen an das Kloster. Dabei werden Hillinbach und die Wüstung Kloppenheim (Clophheim), auf Gemarkung von Mannheim-Seckenheim liegend, in der Urkunde genannt.
776 kommt noch ein Weinberg in Hillinbach hinzu, der von Giselhelm dem Kloster gestiftet wird. Von Harinbert aus Hillinbach folgt zwei Jahre später ebenfalls ein Weinberg in den Klosterbesitz. Im selben Jahr folgt ein Weinberg und ein Wiesenstück, übergeben durch Madalold. Der zuvor genannte Giselhelm wird 782 nochmals urkundlich, als er den vier Jahre zuvor versprochenen Weinberg des Madelold nun erneut schenkt, nebst dem Anteil am Flusse Ulvana, der heute mit dem Mühlbach gleichgesetzt wird. Bis 828 folgen weitere Schenkungen an das Kloster, das wohl versucht hier einen Flächenbesitz zu erhalten, wie es fast aufgebend von Gozdrud und seinen Sohn Humbert beschrieben wird: Ich schenke als ewiges Eigentum einen Weinberg in Hillinbach, der von allen Seiten von Liegenschaften des Hl. Nazarius (dem Schutzheiligen des Klosters Lorsch) eingeschlossen ist.
Letztmals erwähnt wurde der Ort im Jahre 1295, spätestens 1316 wird er wohl schon wüst gewesen sein. Aufgegeben wurde der Ort wohl aufgrund der günstigeren Entwicklung der benachbarten nahen Orte Dossenheim und Handschuhsheim. Im Zusammenhang könnte das förmliche Ende des Klosters Lorsch im 13. Jahrhundert und der gewalt- und konfliktreiche Besitzübergang an das Erzbistum Mainz stehen. Nach den Ausgrabungen von 1932 des burgähnlichen Anwesens Mauersechseck wurde eine Verbindung zwischen Ort und Burgstall gesehen, die sich aber nicht belegen lässt.
Der Großteil der Gemarkung fiel an Handschuhsheim, der Ort kann heute den Handschuhsheimer Fluren Nr. 200 Höllenbach und/oder Nr. 201 Höllenbacherstein zugeordnet werden.